# Leader (kniha)

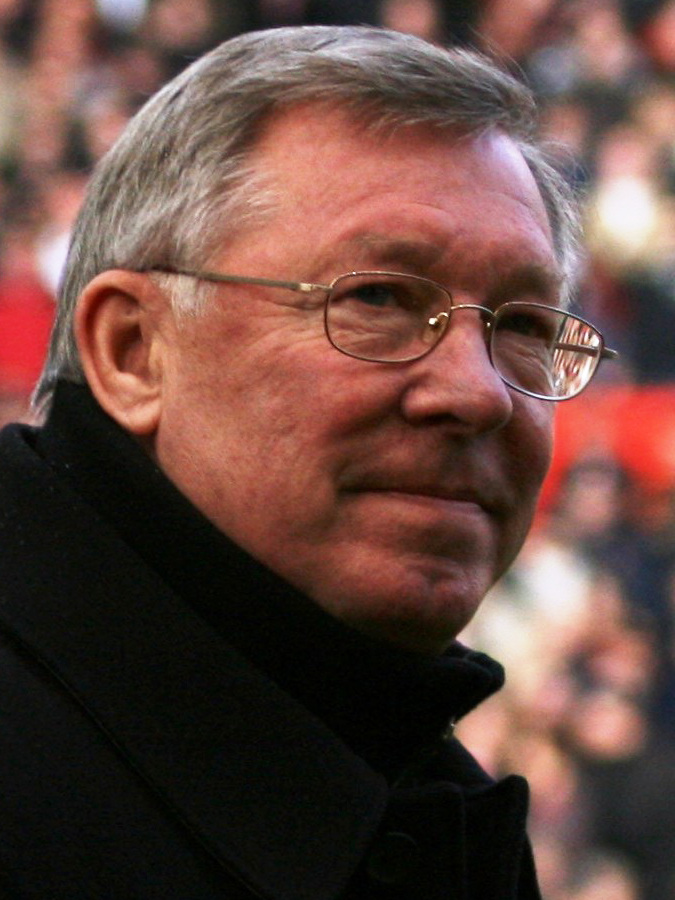
Sir Alex Ferguson

Leader (v originále Leading: Learning from Life and My Years at Manchester United) je autobiografická a naučná kniha bývalého skotského fotbalisty a trenéra Alexe Fergusona napsaná ve spolupráci s Michaelem Moritzem.

## O knize
Kniha Leader je inspirativním návodem k lepšímu porozumění dovednosti vést určitou skupinu lidí na pracovní úrovni, instruuje a nabádá čtenáře k neustálému osobnímu růstu, vyučuje pomocí nespočtu příběhů zažitých během kariéry Sira Alexe Fergusona a vysvětluje principy, na kterých stojí kariéra moderního a úspěšného vůdce. Společné dílo Sira Alexe a jeho dlouholetého přítele, investora sira Michaela Moritze, vznikla za účelem pomoci čtenářům v rozvíjení vůdcovských schopností. Kniha je uspořádána do kapitol podle klíčových schopností a dovedností, jichž si Sir Alex cení nejvíce. Kniha je založená na autobiografii, didaktických poznámkách a inspirativních tezích, které jsou doplněné postřehy a zkušenostmi amerického investora Michaela Moritze.

## Vydání
Kniha byla publikovaná v originálním vydání v anglickém jazyce nakladatelstvím Hodder and Stoughton Ltd v roce 2015. O rok později, v roce 2016, byla publikovaná již v českém překladu Petra Nosálka nakladatelstvím JOTA, s.r.o., pod názvem Leader.

## Kompozice
Samotná kniha je roztříděna do 13 kapitol, které jsou naprosto stěžejní svým obsahem, myšlenkově a příběhově. Jednotlivé kapitoly níže uvedené obsahují několik podkapitol, zaměřených na detailnější činnosti.
Kapitoly s podkapitolami:
1. Utváření osobnosti (naslouchání, pozorování, četba)
2. Poznávání touhy (kázeň, pracovitost, touha po vítězství, sebedůvěra)
3. Skládání dílků (organizace, příprava, výrobní linka)
4. Zapojování ostatních (týmová práce, kapitáni)
5. Nastavování norem (prvotřídní kvalita, inspirace, sebeuspokojení)
6. Posuzování lidí (shánění práce, budování sítí, propuštění)
7. Zaměření pozornosti (čas, rušivé vlivy, nezdary, kritika)
8. Od myšlenky ke sdělení (mluvení, psaní, odpovídání)
9. Neřídit, ale vést (majitelé, kontrola, delegování pravomocí, rozhodování)
10. Zisky a ztráty (nákupy, hospodárnost, odstupné, vyjednávání, dohazovači)
11. Rozvoj podnikání (inovace, zahlcení informacemi, důvěrnost)
12. Důležitost těch druhých (rivalita, globální trhy)
13. Přechody (nástup, odchod, nové výzvy)

## Rozbor díla
Úvod věnuje Sir Alex svou knihu své rodině a poděkuje spoluautorovi siru Michaelu Moritzovi. Je zde také nastíněno o čem se bude v knize pojednávat v následujících kapitolách a čím je kniha následně zakončena formou epilogu. Následuje 13 zmíněných kapitol, z nichž každá obsahuje zásadní myšlenky, ponaučení či rady vysvětlené a popsané zpravidla na několika příhodách ze života skotského manažera. Příběhy se většinou týkají sportovní kariéry a jsou úzce spjaty se sportovním prostředím, které však představuje ohromné konkurenční prostředí panující napříč nejen sportovního světa. Téma lze tedy snadno přenést i na klasické profese a poučit se z konkrétních příběhů pojednávacích o fotbale může skutečně každý s ambicí zlepšit se v daném okruhu. Po 13. kapitole následuje epilog spoluautora Michaela Moritze Archivováno 20. 2. 2017 na Wayback Machine., kterým oslavuje Sira Alexe a vyzdvihuje jeho osobnost, díky které dosáhl úspěchů. Následuje poděkování nakladatelství a lidem zúčastněným při tvorbě této knihy. Na samotném konci knihy se nachází Statistický koutek s kompletním přehledem statistických údajů z trenérské kariéry Fergusona z působení v Manchesteru United z let 1986 – 2013. U statistik je přiložena ukázka korespondence Sira Alexe například s bývalou hvězdou Manchesteru United Ericem Cantonou.
Jednotlivé příběhy se nevyhnutelně týkají fotbalu a fenomenálního úspěchu na tomto poli, ale ponaučení si z nich může vzít každý.

## O autorech
Autoři čerpají z dlouholetých zkušeností Skota sira Alexe Fergusona, který vedl při své kariéře fotbalového trenéra (manažera) kromě skotského fotbalového celku Aberdeen FC, i slavný Manchester United, se kterým získal za 26 let 38 trofejí, což ho činí nejúspěšnějším trenérem v historii anglického velkoklubu z Manchesteru.
O Alexi Fergusonovi bylo napsáno nespočet knih, například v překladu Můj příběh (2013) nebo Vůle vítězit (1997).
Sir Michael Moritz je blízkým přítelem Alexe Fergusona.

## Citáty Alexe Fergusona
- „Pro hráče – pro každou lidskou bytost – neexistuje nic lepšího než slyšet pochvalu za dobře odvedenou práci.“[5]
- „Nemůžete pořád řvát a křičet, to prostě nefunguje.“[6]
- „Když se člověk naštve a má k tomu správné důvody, není to nic špatného.“[7]